# The Spaghetti Incident?
“The Spaghetti Incident?” (englisch für etwa „Der Spaghetti-Vorfall?“; die Anführungszeichen sind Teil des Titels) ist das fünfte Studioalbum der US-amerikanischen Hardrock-Band Guns N’ Roses aus dem Jahr 1993.

## Hintergrund
Da es der Band nach dem Ausstieg von Izzy Stradlin und angesichts der Belastungen durch eine lange, auslaugende Konzerttournee nicht gelang, genügend eigene Kompositionen für das von der Plattenfirma gewünschte neue Album zu verfassen, entschied man sich, stattdessen Songs anderer Künstler aufzunehmen.
Das Album erweist daher den Rock- und Punk-Idolen, die die Bandmitglieder in ihrer Jugend und in ihren Anfangszeiten geprägt hatten, Reverenz. Auf dem Album befinden sich ausschließlich Coverversionen, überwiegend von Punkbands. Der versteckte Titel Look at Your Game Girl stammt ursprünglich aus der Feder des Sektenführers Charles Manson. Axl Rose trug 1991/92 schon auf der Guns-N’-Roses-Welttournee ein Shirt mit dessen Konterfei als Abbild.

## Titel
1. Since I Don’t Have You – 4:19 (Originalinterpretation: The Skyliners)
2. New Rose – 2:38 (Originalinterpretation: The Damned)
3. Down on the Farm – 3:28 (Originalinterpretation: UK Subs)
4. Human Being – 6:48 (Originalinterpretation: The New York Dolls)
5. Raw Power – 3:11 (Originalinterpretation: The Stooges)
6. Ain’t It Fun – 5:02 (Originalinterpretation: The Dead Boys)
7. Buick Makane/Big Dumb Sex – 2:39 (Originalinterpretationen: Buick Makane von T. Rex und Big Dumb Sex im Original von Soundgarden)
8. Hair of the Dog – 3:54 (Originalinterpretation: Nazareth)
9. Attitude – 1:27 (Originalinterpretation: Misfits)
10. Black Leather – 4:08 (Originalinterpretation: The Runaways)
11. You Can’t Put Your Arms Around a Memory – 3:35 (Originalinterpretation: Johnny Thunders)
12. I Don’t Care About You – 2:17 (Originalinterpretation: Fear) (inklusive Hidden Track: Look at Your Game Girl – 2:34, Originalinterpret: Charles Manson)

## Kommerzieller Erfolg

### Chartplatzierungen
| ChartsChartplatzierungen       | Höchstplatzierung | Wochen |
| ------------------------------ | ----------------- | ------ |
| Deutschland (GfK)              | 5 (23 Wo.)        | 23     |
| Österreich (Ö3)                | 4 (16 Wo.)        | 16     |
| Schweiz (IFPI)                 | 3 (19 Wo.)        | 19     |
| Vereinigte Staaten (Billboard) | 4 (22 Wo.)        | 22     |
| Vereinigtes Königreich (OCC)   | 2 (13 Wo.)        | 13     |

| ChartsJahrescharts (1994) | Platzierung |
| ------------------------- | ----------- |
| Deutschland (GfK)         | 56          |
| Schweiz (IFPI)            | 48          |

### Auszeichnungen für Musikverkäufe
| Land/Region                  | Auszeichnungen für Musikverkäufe (Land/Region, Auszeichnung, Verkäufe) | Verkäufe  |
| ---------------------------- | ---------------------------------------------------------------------- | --------- |
| Australien (ARIA)            | Platin                                                                 | 70.000    |
| Brasilien (PMB)              | Platin                                                                 | 250.000   |
| Deutschland (BVMI)           | Gold                                                                   | 250.000   |
| Finnland (IFPI)              | Gold                                                                   | 33.935    |
| Frankreich (SNEP)            | 2× Gold                                                                | 200.000   |
| Italien (FIMI)               | Platin (1990er) · + Gold (2017)                                        | 225.000   |
| Japan (RIAJ)                 | Platin                                                                 | 200.000   |
| Kanada (MC)                  | 3× Platin                                                              | 300.000   |
| Neuseeland (RMNZ)            | Platin                                                                 | 15.000    |
| Niederlande (NVPI)           | Platin                                                                 | 100.000   |
| Norwegen (IFPI)              | Platin                                                                 | 50.000    |
| Österreich (IFPI)            | Gold                                                                   | 25.000    |
| Schweden (IFPI)              | Platin                                                                 | 100.000   |
| Schweiz (IFPI)               | Gold                                                                   | 25.000    |
| Spanien (Promusicae)         | Platin                                                                 | 100.000   |
| Vereinigte Staaten (RIAA)    | Platin                                                                 | 1.000.000 |
| Vereinigtes Königreich (BPI) | Gold                                                                   | 100.000   |
| Insgesamt                    | 8× Gold · 13× Platin ·                                                 | 3.068.935 |

Hauptartikel: Guns N’ Roses/Auszeichnungen für Musikverkäufe